# Agnat
Agnat település Franciaországban, Haute-Loire megyében. Lakosainak száma 171 fő (2022. január 1.). Agnat Azérat, Champagnac-le-Vieux, Chaniat, Lamothe és Saint-Hilaire községekkel határos.

## Népesség
A település népességének változása:
| Lakosok száma | 316  | 251  | 222  | 190  | 189  | 189  | 187  | 178  | 174  | 171  |
|               | 1968 | 1982 | 1990 | 2006 | 2013 | 2015 | 2017 | 2019 | 2020 | 2022 |